# Andrew van York
Andrew Albert Christian Edward, Hertog van York (officieel: HRH Prince Andrew, Duke of York) (Buckingham Palace, Londen, 19 februari 1960) is het derde kind en de tweede zoon uit het huwelijk van de Britse koningin Elizabeth II en prins Philip. Zijn officiële achternaam is Mountbatten-Windsor.
Op 13 januari 2022 werden zijn militaire titels en beschermheerschappen door hem ingeleverd, naar aanleiding van een toen dreigende civiele procedure tegen hem wegens vermeend seksueel misbruik. Sindsdien maakt hij bij officiële gelegenheden geen gebruik meer van de aanspreektitel Zijne Koninklijke Hoogheid.

## Familie
Andrew werd geboren op Buckingham Palace, de hoofdresidentie van zijn ouders in Londen. Van geboorte is hij prins. Hij is vernoemd naar zijn grootvader, prins Andreas van Griekenland. Andrew heeft twee broers (Charles en Edward) en een zus (Anne).

## Carrière
Andrew zag na zijn schooltijd af van een universitaire studie en trad in 1979 in dienst van de Royal Navy (de Britse koninklijke marine), waar hij werd opgeleid tot helikopterpiloot. Respect binnen de Britse krijgsmacht dwong hij onder andere af door in 1980 een commando-opleiding bij de Royal Marines (het Korps Mariniers) te volgen.
Toen in 1982 de Falklandoorlog uitbrak, wilde hij deelnemen als piloot. Zijn moeder wilde dat echter niet. Uiteindelijk besloot hij toch te gaan en werd als piloot ingezet.

## Huwelijk
Andrew trouwde op 23 juli 1986 met de niet-adellijke Sarah Ferguson. Andrew kreeg toen van koningin Elizabeth de titels Hertog van York, Graaf van Inverness, Baron Killyleagh.
Het paar heeft twee dochters:
- Prinses Beatrice (1988)
- Prinses Eugenie (1990)

Andrew en Ferguson scheidden in 1996. Zij wonen nog steeds in hetzelfde huis.

## Aantijgingen seksueel misbruik
Andrews naam kwam bij herhaling naar voren rond het schandaal dat zich in 2019 begon te ontvouwen naar aanleiding van vermeend seksueel misbruik dat zou zijn gefaciliteerd door de Amerikaanse multimiljonair Jeffrey Epstein, een financier en een in 2008 veroordeelde zedendelinquent, die in 2019 kort na nieuwe aantijgingen dood werd aangetroffen in zijn cel. Andrew zou rond de eeuwwisseling tot de kring van hooggeplaatste en/of gefortuneerde mannen hebben behoord die profiteerde van de door Epstein georganiseerde seksuele diensten van minderjarige meisjes. De beschuldigingen aan zijn adres zijn door zowel Andrew als Buckingham Palace meermalen ontkend.
Virginia Roberts Giuffre stelde dat hij haar in 2001 drie keer seksueel misbruikte tijdens evenveel gelegenheden in Londen, New York en op het privé-eiland van Epstein in de Amerikaanse Maagdeneilanden. Ze beweert toen zeventien jaar oud te zijn geweest.
Op 16 november 2019 gaf Andrew BBC-journaliste Emily Maitlis in Buckingham Palace een drie kwartier durend tv-interview. In dat gesprek zei de prins dat hij niet kan zweten, waarmee hij Giuffres bewering dat hij in een nachtclub in Londen "zwetend en al om haar heen hing" probeerde te ontkrachten. Ook zei hij zich niet te herinneren haar ooit ontmoet te hebben, maar er is een foto waarop ze gearmd staan, evenals een waarop hij naar haar zwaait. Het lukte Andrew niet zijn reputatie met het interview te herstellen.
Op 20 november 2019 kondigde hij aan dat hij zijn publieke taken voor onbepaalde tijd per direct neerlegde. Een voorgenomen benoeming tot admiraal op zijn zestigste verjaardag in 2020 ging niet door. Ook wordt er niet meer gevlagd bij zijn verjaardag.
Giuffre begon in augustus 2021 in de Verenigde Staten van Amerika een civiele procedure tegen Andrew, waarin ze financiële genoegdoening eiste. Andrew betwistte niet alleen de beschuldiging, maar stelde ook dat in een gerelateerde zaak van Giuffre tegen Epstein een schikking was getroffen waardoor ook Andrew in Giuffres zaak tegen hem sowieso gevrijwaard zou zijn van enige verplichting tot betaling van een schadevergoeding. Dit document werd op 4 januari 2022 gepubliceerd. Giuffre bleek $500.000 te hebben ontvangen om Epstein en "potentieel in beschuldiging gestelden" te vrijwaren van een schadeclaim. De rechter wees het verzoek van Andrew af om op basis van deze schikking de zaak niet in behandeling te nemen. Volgens hem was de omschrijving in het document te vaag om te kunnen beoordelen of ook Andrew gevrijwaard zou zijn.
De rechtbank in New York bepaalde op 12 januari 2022 dat Giuffre voldoende grond had een civiele rechtszaak tegen Andrew te starten. Naar aanleiding van deze ontwikkelingen legde Andrew op een dag later al zijn militaire titels neer en beëindigde hij zijn beschermheerschappen en andere koninklijke patronages. Sindsdien gebruikt hij zijn aanspreektitel Zijne Koninklijke Hoogheid niet meer bij officiële gelegenheden.
Op 15 februari 2022 werd bekend dat Andrew een schikking getroffen heeft met Giuffre, waarbij Andrew tevens een "substantiële donatie" doet aan Giuffres liefdadigheidsinstelling voor slachtoffers van misbruik. In een verklaring stelde Andrew dat het nooit zijn bedoeling was geweest "kwaad te spreken over mevrouw Giuffres persoonlijkheid, en hij aanvaardt dat ze heeft geleden als een slachtoffer van vastgesteld misbruik, en van oneerlijke openbare aanvallen", maar hij gaf geen enkele van de beschuldigingen van Giuffre tegen hem toe.
In april 2022 ontnam de stad York hem het ereburgerschap.
De affaire-Andrew en het voor Andrew desastreuze televisie-interview uit 2019 zijn onderwerp geweest van talloze documentaires. In 2024 kwam Amazon MGM Studios met de driedelige televisieserie, geproduceerd door Emily Maitlis, A Very Royal Scandal.

## Koninklijke patronages

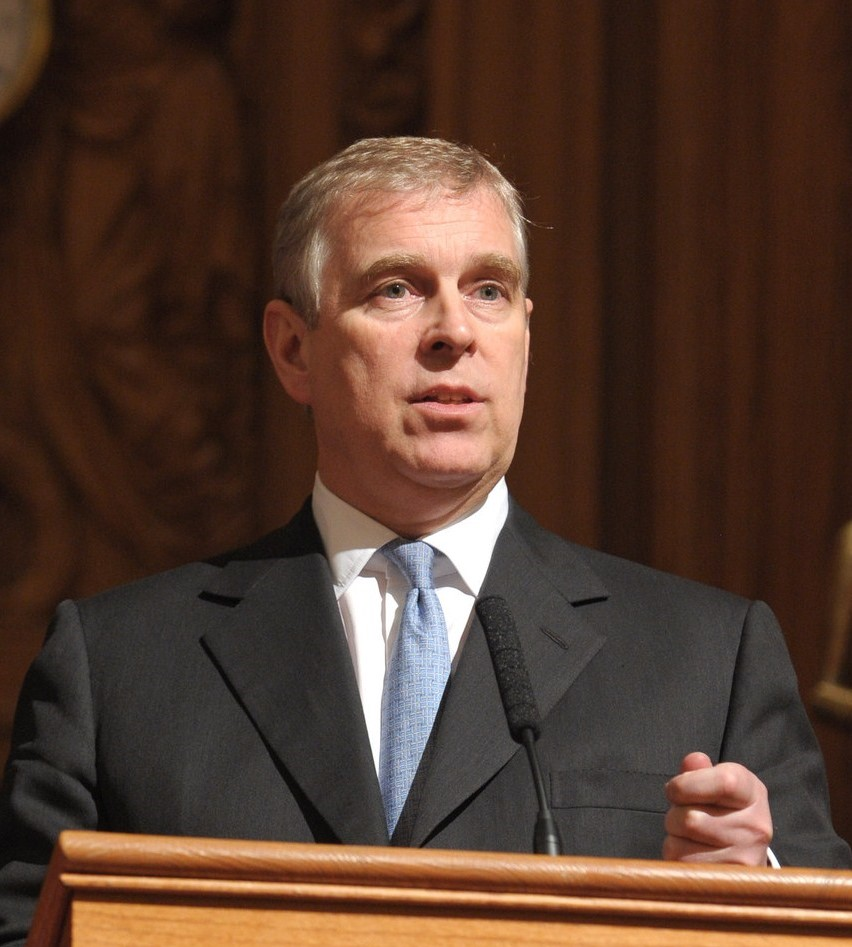
Andrew in 2013

Alle patronages legde Andrew neer in januari 2022.

### Beschermheer
1. Alderney Maritime Trust
2. Army Officers' Golfing Society
3. Army Rifle Association
4. Attend (National Association of Hospital and Community Friends)
5. University of Cambridge Judge Business School
6. Yorkshire Society
7. British-Kazakh Society (ere-beschermheer)
8. Commonwealth Golfing Society
9. Constructionarium
10. Fire Service Sports and Athletics Association
11. Fly Navy Heritage Trust
12. Foundation for Liver Research
13. The Friends of Lakefield College School
14. Friends of the Staffordshire Regiment (The Prince of Wales's)
15. Greenwich Hospital
16. Hunstanton Golf Club
17. Interfaith Explorers
18. Killyleagh Yacht Club (gedeeld beschermheerschap)
19. Lucifer Golfing Society
20. Maimonides Interfaith Foundation
21. Maple Bay Yacht Club
22. Morayvia Aerospace Centre
23. Port of Dartmouth Royal Regatta
24. Robert T. Jones, Jr. Scholarship Foundation
25. Royal Aero Club Trust
26. Royal Air Force Golfing Society
27. Royal Artillery Golfing Society
28. Royal Ascot Golf Club
29. Royal Belfast Golf Club
30. Royal Blackheath Golf Club
31. Royal Cinque Ports Golf Club
32. Royal County Down Golf Club
33. Royal Free Charity
34. Royal Free London NHS Foundation Trust
35. Royal Jersey Golf Club
36. Royal Liverpool Golf Club
37. Royal Montrose Golf Club
38. Royal National Orthopaedic Hospital
39. Royal Navy Golf Association
40. Royal Navy Golfing Society
41. Royal Norwich Golf Club
42. Royal Perth Golfing Society and Country and City Club
43. Royal Portrush Golf Club
44. Royal St David's Golf Club
45. Royal Victoria Yacht Club, British Columbia
46. Royal Winchester Golf Club
47. Ryedale Festival
48. SickKids Foundation
49. Sound Seekers
50. St Helena National Trust
51. Staffordshire Regiment Trust
52. STFC Harwell and Daresbury Science and Innovation Campus (koninklijke beschermheer)
53. Sunningdale Ladies Golf Club
54. The Duke of York Young Champions' Trophy
55. The Duke of York's Community Initiative
56. The Entrepreneurship Centre, Cambridge Judge Business School
57. The Honourable Artillery Company
58. The Institution of Civil Engineers
59. The Ladder Foundation
60. The Northern Meeting
61. The Omani Britain Friendship Association (OBFA) (gedeeld ere-beschermheer)
62. The Returned & Services League of Australia Limited
63. The Royal Fine Art Commission Trust
64. University of Cambridge Judge Business School
65. Yorkshire Society

### Grootpresident
1. The Royal Commonwealth Ex-Services League

### President
1. Royal Aero Club of the United Kingdom
2. The Royal Household Golf Club
3. Wellington Academy

### Ere-president
1. H.M.S. Duke of York Association
2. Inverness Golf Club

### Koninklijke vice-president
1. Royal Windsor Horse Show

### Voorzitter
1. Quad-Centenary Club

### Erevoorzitter
1. Lakefield College School

### Grootmeester
1. The Honourable Company of Air Pilots

### Koninklijke magistraat
1. The Honourable Society of Lincoln's Inn

### Erelid
1. Berkshire County Cricket Club
2. Royal Guild of St Sebastian (Royal Guild of Archers of St. Sebastian - Bruges)
3. The Helicopter Club of Great Britain
4. The Royal Air Squadron
5. The Royal & Ancient Golf Club of St Andrews[20]

### Lid voor het leven
1. Royal Alberta United Services Institute
2. Royal British Legion Scotland, Inverness Branch

### Lid
1. The Association of Royal Navy Officers
2. The Fleet Air Arm Officers' Association
3. The Gordonstoun Association
4. The South Atlantic Medal Association (SAMA 82)

### Lid adviesraad
1. Royal United Services Institute for Defence and Security Studies

### Erevakgenoot
1. The Royal Institute of Navigation

### Vakgenoot
1. The Royal Society

### Commodore
1. The Royal Thames Yacht Club

### Oudere broer
1. The Corporation of Trinity House

### Freeman
1. The Worshipful Company of Shipwrights

### Bezoeker
1. Horris Hill School
2. Wellington College International Tianjin
3. Westminster Academy[21]

## Militaire functies
1. Vice-admiraal van de Britse marine (per 19 februari 2015)[22]
2. Grenadier Guards, kolonel (functie neergelegd in januari 2022)
3. Queen's York Rangers, colonel-in-chief (functie neergelegd in januari 2022)
4. Royal Air Force Lossiemouth, ereluchtmachtcommodore (functie neergelegd in januari 2022)
5. The Royal Highland Fusiliers Of Canada, colonel-in-chief (functie neergelegd in januari 2022)
6. Royal Irish Regiment (27th (Inniskilling), 83rd and 87th and The Ulster Defence Regiment), colonel-in-chief (functie neergelegd in januari 2022)
7. Royal New Zealand Army Logistic egiment, colonel-in-chief (zijn eigen) (functie neergelegd in januari 2022)
8. Small Arms School Corps, colonel-in-chief (functie neergelegd in januari 2022)
9. The Colonel's Fund (Grenadier Guards), colonel-in-chief (functie neergelegd in januari 2022)
10. The Fleet Air Arm, commodore-in-chief (functie neergelegd in januari 2022)
11. The Princess Louise Fusiliers, colonel-in-chief (functie neergelegd in januari 2022)
12. The Royal Highland Fusiliers, 2nd Battalion, koninklijke kolonel (functie neergelegd in januari 2022)
13. The Royal Lancers (van koningin Elizabeth II), colonel-in-chief (functie neergelegd in januari 2022)
14. The Royal Regiment of Scotland, koninklijke kolonel, tweede Bn (functie neergelegd in januari 2022)[21]

## Kwartierstaat (voorouders)
| George I van Griekenland (1845-1913) | George I van Griekenland (1845-1913) | George I van Griekenland (1845-1913) | George I van Griekenland (1845-1913) | George I van Griekenland (1845-1913) | George I van Griekenland (1845-1913) | Olga Konstantinovna van Rusland (1851-1926) | Olga Konstantinovna van Rusland (1851-1926) | Olga Konstantinovna van Rusland (1851-1926) | Olga Konstantinovna van Rusland (1851-1926) | Olga Konstantinovna van Rusland (1851-1926) | Olga Konstantinovna van Rusland (1851-1926) |                                                 |                                                 | Lodewijk Alexander van Battenberg (1854-1921)   | Lodewijk Alexander van Battenberg (1854-1921)   | Lodewijk Alexander van Battenberg (1854-1921)   | Lodewijk Alexander van Battenberg (1854-1921)   | Lodewijk Alexander van Battenberg (1854-1921) | Lodewijk Alexander van Battenberg (1854-1921) | Victoria Maria van Hessen-Darmstadt (1863–1950) | Victoria Maria van Hessen-Darmstadt (1863–1950) | Victoria Maria van Hessen-Darmstadt (1863–1950) | Victoria Maria van Hessen-Darmstadt (1863–1950) | Victoria Maria van Hessen-Darmstadt (1863–1950) | Victoria Maria van Hessen-Darmstadt (1863–1950) |  |  | George V van het Verenigd Koninkrijk (1865-1936) | George V van het Verenigd Koninkrijk (1865-1936) | George V van het Verenigd Koninkrijk (1865-1936) | George V van het Verenigd Koninkrijk (1865-1936) | George V van het Verenigd Koninkrijk (1865-1936)  | George V van het Verenigd Koninkrijk (1865-1936)  | Mary van Teck (1867-1953)                         | Mary van Teck (1867-1953)                         | Mary van Teck (1867-1953)                         | Mary van Teck (1867-1953)                         | Mary van Teck (1867-1953)                            | Mary van Teck (1867-1953)                            |                                                      |                                                      | Claude Bowes-Lyon (1855-1944)                        | Claude Bowes-Lyon (1855-1944)                        | Claude Bowes-Lyon (1855-1944)    | Claude Bowes-Lyon (1855-1944)    | Claude Bowes-Lyon (1855-1944)    | Claude Bowes-Lyon (1855-1944)    | Cecilia Cavendish-Bentinck (1862-1938) | Cecilia Cavendish-Bentinck (1862-1938) | Cecilia Cavendish-Bentinck (1862-1938) | Cecilia Cavendish-Bentinck (1862-1938) | Cecilia Cavendish-Bentinck (1862-1938) | Cecilia Cavendish-Bentinck (1862-1938) |  |  |  |  |  |  |  |  |  |  |  |  |  |  |  |  |  |  |  |  |  |  |  |  |  |  |  |  |  |  |  |  |  |  |  |  |  |  |  |  |  |  |  |  |  |  |  |  |
| George I van Griekenland (1845-1913) | George I van Griekenland (1845-1913) | George I van Griekenland (1845-1913) | George I van Griekenland (1845-1913) | George I van Griekenland (1845-1913) | George I van Griekenland (1845-1913) | Olga Konstantinovna van Rusland (1851-1926) | Olga Konstantinovna van Rusland (1851-1926) | Olga Konstantinovna van Rusland (1851-1926) | Olga Konstantinovna van Rusland (1851-1926) | Olga Konstantinovna van Rusland (1851-1926) | Olga Konstantinovna van Rusland (1851-1926) |                                                 |                                                 | Lodewijk Alexander van Battenberg (1854-1921)   | Lodewijk Alexander van Battenberg (1854-1921)   | Lodewijk Alexander van Battenberg (1854-1921)   | Lodewijk Alexander van Battenberg (1854-1921)   | Lodewijk Alexander van Battenberg (1854-1921) | Lodewijk Alexander van Battenberg (1854-1921) | Victoria Maria van Hessen-Darmstadt (1863–1950) | Victoria Maria van Hessen-Darmstadt (1863–1950) | Victoria Maria van Hessen-Darmstadt (1863–1950) | Victoria Maria van Hessen-Darmstadt (1863–1950) | Victoria Maria van Hessen-Darmstadt (1863–1950) | Victoria Maria van Hessen-Darmstadt (1863–1950) |  |  | George V van het Verenigd Koninkrijk (1865-1936) | George V van het Verenigd Koninkrijk (1865-1936) | George V van het Verenigd Koninkrijk (1865-1936) | George V van het Verenigd Koninkrijk (1865-1936) | George V van het Verenigd Koninkrijk (1865-1936)  | George V van het Verenigd Koninkrijk (1865-1936)  | Mary van Teck (1867-1953)                         | Mary van Teck (1867-1953)                         | Mary van Teck (1867-1953)                         | Mary van Teck (1867-1953)                         | Mary van Teck (1867-1953)                            | Mary van Teck (1867-1953)                            |                                                      |                                                      | Claude Bowes-Lyon (1855-1944)                        | Claude Bowes-Lyon (1855-1944)                        | Claude Bowes-Lyon (1855-1944)    | Claude Bowes-Lyon (1855-1944)    | Claude Bowes-Lyon (1855-1944)    | Claude Bowes-Lyon (1855-1944)    | Cecilia Cavendish-Bentinck (1862-1938) | Cecilia Cavendish-Bentinck (1862-1938) | Cecilia Cavendish-Bentinck (1862-1938) | Cecilia Cavendish-Bentinck (1862-1938) | Cecilia Cavendish-Bentinck (1862-1938) | Cecilia Cavendish-Bentinck (1862-1938) |  |  |  |  |  |  |  |  |  |  |  |  |  |  |  |  |  |  |  |  |  |  |  |  |  |  |  |  |  |  |  |  |  |  |  |  |  |  |  |  |  |  |  |  |  |  |  |  |
|                                      |                                      |                                      |                                      |                                      |                                      |                                             |                                             |                                             |                                             |                                             |                                             |                                                 |                                                 |                                                 |                                                 |                                                 |                                                 |                                               |                                               |                                                 |                                                 |                                                 |                                                 |                                                 |                                                 |  |  |                                                  |                                                  |                                                  |                                                  |                                                   |                                                   |                                                   |                                                   |                                                   |                                                   |                                                      |                                                      |                                                      |                                                      |                                                      |                                                      |                                  |                                  |                                  |                                  |                                        |                                        |                                        |                                        |                                        |                                        |  |  |  |  |  |  |  |  |  |  |  |  |  |  |  |  |  |  |  |  |  |  |  |  |  |  |  |  |  |  |  |  |  |  |  |  |  |  |  |  |  |  |  |  |  |  |  |  |
|                                      |                                      |                                      |                                      | Andreas van Griekenland (1882-1944)  | Andreas van Griekenland (1882-1944)  | Andreas van Griekenland (1882-1944)         | Andreas van Griekenland (1882-1944)         | Andreas van Griekenland (1882-1944)         | Andreas van Griekenland (1882-1944)         |                                             |                                             |                                                 |                                                 |                                                 |                                                 | Alice van Battenberg (1885-1969)                | Alice van Battenberg (1885-1969)                | Alice van Battenberg (1885-1969)              | Alice van Battenberg (1885-1969)              | Alice van Battenberg (1885-1969)                | Alice van Battenberg (1885-1969)                |                                                 |                                                 |                                                 |                                                 |  |  |                                                  |                                                  |                                                  |                                                  | George VI van het Verenigd Koninkrijk (1895-1952) | George VI van het Verenigd Koninkrijk (1895-1952) | George VI van het Verenigd Koninkrijk (1895-1952) | George VI van het Verenigd Koninkrijk (1895-1952) | George VI van het Verenigd Koninkrijk (1895-1952) | George VI van het Verenigd Koninkrijk (1895-1952) |                                                      |                                                      |                                                      |                                                      |                                                      |                                                      | Elizabeth Bowes-Lyon (1900–2002) | Elizabeth Bowes-Lyon (1900–2002) | Elizabeth Bowes-Lyon (1900–2002) | Elizabeth Bowes-Lyon (1900–2002) | Elizabeth Bowes-Lyon (1900–2002)       | Elizabeth Bowes-Lyon (1900–2002)       |                                        |                                        |                                        |                                        |  |  |  |  |  |  |  |  |  |  |  |  |  |  |  |  |  |  |  |  |  |  |  |  |  |  |  |  |  |  |  |  |  |  |  |  |  |  |  |  |  |  |  |  |  |  |  |  |
|                                      |                                      |                                      |                                      | Andreas van Griekenland (1882-1944)  | Andreas van Griekenland (1882-1944)  | Andreas van Griekenland (1882-1944)         | Andreas van Griekenland (1882-1944)         | Andreas van Griekenland (1882-1944)         | Andreas van Griekenland (1882-1944)         |                                             |                                             |                                                 |                                                 |                                                 |                                                 | Alice van Battenberg (1885-1969)                | Alice van Battenberg (1885-1969)                | Alice van Battenberg (1885-1969)              | Alice van Battenberg (1885-1969)              | Alice van Battenberg (1885-1969)                | Alice van Battenberg (1885-1969)                |                                                 |                                                 |                                                 |                                                 |  |  |                                                  |                                                  |                                                  |                                                  | George VI van het Verenigd Koninkrijk (1895-1952) | George VI van het Verenigd Koninkrijk (1895-1952) | George VI van het Verenigd Koninkrijk (1895-1952) | George VI van het Verenigd Koninkrijk (1895-1952) | George VI van het Verenigd Koninkrijk (1895-1952) | George VI van het Verenigd Koninkrijk (1895-1952) |                                                      |                                                      |                                                      |                                                      |                                                      |                                                      | Elizabeth Bowes-Lyon (1900–2002) | Elizabeth Bowes-Lyon (1900–2002) | Elizabeth Bowes-Lyon (1900–2002) | Elizabeth Bowes-Lyon (1900–2002) | Elizabeth Bowes-Lyon (1900–2002)       | Elizabeth Bowes-Lyon (1900–2002)       |                                        |                                        |                                        |                                        |  |  |  |  |  |  |  |  |  |  |  |  |  |  |  |  |  |  |  |  |  |  |  |  |  |  |  |  |  |  |  |  |  |  |  |  |  |  |  |  |  |  |  |  |  |  |  |  |
|                                      |                                      |                                      |                                      |                                      |                                      |                                             |                                             |                                             |                                             | Philip Mountbatten (1921-2021)              | Philip Mountbatten (1921-2021)              | Philip Mountbatten (1921-2021)                  | Philip Mountbatten (1921-2021)                  | Philip Mountbatten (1921-2021)                  | Philip Mountbatten (1921-2021)                  |                                                 |                                                 |                                               |                                               |                                                 |                                                 |                                                 |                                                 |                                                 |                                                 |  |  |                                                  |                                                  |                                                  |                                                  |                                                   |                                                   |                                                   |                                                   |                                                   |                                                   | Elizabeth II van het Verenigd Koninkrijk (1926-2022) | Elizabeth II van het Verenigd Koninkrijk (1926-2022) | Elizabeth II van het Verenigd Koninkrijk (1926-2022) | Elizabeth II van het Verenigd Koninkrijk (1926-2022) | Elizabeth II van het Verenigd Koninkrijk (1926-2022) | Elizabeth II van het Verenigd Koninkrijk (1926-2022) |                                  |                                  |                                  |                                  |                                        |                                        |                                        |                                        |                                        |                                        |  |  |  |  |  |  |  |  |  |  |  |  |  |  |  |  |  |  |  |  |  |  |  |  |  |  |  |  |  |  |  |  |  |  |  |  |  |  |  |  |  |  |  |  |  |  |  |  |
|                                      |                                      |                                      |                                      |                                      |                                      |                                             |                                             |                                             |                                             | Philip Mountbatten (1921-2021)              | Philip Mountbatten (1921-2021)              | Philip Mountbatten (1921-2021)                  | Philip Mountbatten (1921-2021)                  | Philip Mountbatten (1921-2021)                  | Philip Mountbatten (1921-2021)                  |                                                 |                                                 |                                               |                                               |                                                 |                                                 |                                                 |                                                 |                                                 |                                                 |  |  |                                                  |                                                  |                                                  |                                                  |                                                   |                                                   |                                                   |                                                   |                                                   |                                                   | Elizabeth II van het Verenigd Koninkrijk (1926-2022) | Elizabeth II van het Verenigd Koninkrijk (1926-2022) | Elizabeth II van het Verenigd Koninkrijk (1926-2022) | Elizabeth II van het Verenigd Koninkrijk (1926-2022) | Elizabeth II van het Verenigd Koninkrijk (1926-2022) | Elizabeth II van het Verenigd Koninkrijk (1926-2022) |                                  |                                  |                                  |                                  |                                        |                                        |                                        |                                        |                                        |                                        |  |  |  |  |  |  |  |  |  |  |  |  |  |  |  |  |  |  |  |  |  |  |  |  |  |  |  |  |  |  |  |  |  |  |  |  |  |  |  |  |  |  |  |  |  |  |  |  |
|                                      |                                      |                                      |                                      |                                      |                                      |                                             |                                             |                                             |                                             |                                             |                                             |                                                 |                                                 |                                                 |                                                 |                                                 |                                                 |                                               |                                               |                                                 |                                                 |                                                 |                                                 |                                                 |                                                 |  |  |                                                  |                                                  |                                                  |                                                  |                                                   |                                                   |                                                   |                                                   |                                                   |                                                   |                                                      |                                                      |                                                      |                                                      |                                                      |                                                      |                                  |                                  |                                  |                                  |                                        |                                        |                                        |                                        |                                        |                                        |  |  |  |  |  |  |  |  |  |  |  |  |  |  |  |  |  |  |  |  |  |  |  |  |  |  |  |  |  |  |  |  |  |  |  |  |  |  |  |  |  |  |  |  |  |  |  |  |
|                                      |                                      |                                      |                                      |                                      |                                      |                                             |                                             |                                             |                                             |                                             |                                             |                                                 |                                                 |                                                 |                                                 |                                                 |                                                 |                                               |                                               |                                                 |                                                 |                                                 |                                                 |                                                 |                                                 |  |  |                                                  |                                                  |                                                  |                                                  |                                                   |                                                   |                                                   |                                                   |                                                   |                                                   |                                                      |                                                      |                                                      |                                                      |                                                      |                                                      |                                  |                                  |                                  |                                  |                                        |                                        |                                        |                                        |                                        |                                        |  |  |  |  |  |  |  |  |  |  |  |  |  |  |  |  |  |  |  |  |  |  |  |  |  |  |  |  |  |  |  |  |  |  |  |  |  |  |  |  |  |  |  |  |  |  |  |  |
|                                      |                                      |                                      |                                      |                                      |                                      |                                             |                                             |                                             |                                             |                                             |                                             | Charles III van het Verenigd Koninkrijk (1948-) | Charles III van het Verenigd Koninkrijk (1948-) | Charles III van het Verenigd Koninkrijk (1948-) | Charles III van het Verenigd Koninkrijk (1948-) | Charles III van het Verenigd Koninkrijk (1948-) | Charles III van het Verenigd Koninkrijk (1948-) |                                               |                                               | Anne Mountbatten-Windsor (1950-)                | Anne Mountbatten-Windsor (1950-)                | Anne Mountbatten-Windsor (1950-)                | Anne Mountbatten-Windsor (1950-)                | Anne Mountbatten-Windsor (1950-)                | Anne Mountbatten-Windsor (1950-)                |  |  | Andrew van York (1960-)                          | Andrew van York (1960-)                          | Andrew van York (1960-)                          | Andrew van York (1960-)                          | Andrew van York (1960-)                           | Andrew van York (1960-)                           |                                                   |                                                   | Edward van Edinburgh (1964-)                      | Edward van Edinburgh (1964-)                      | Edward van Edinburgh (1964-)                         | Edward van Edinburgh (1964-)                         | Edward van Edinburgh (1964-)                         | Edward van Edinburgh (1964-)                         |                                                      |                                                      |                                  |                                  |                                  |                                  |                                        |                                        |                                        |                                        |                                        |                                        |  |  |  |  |  |  |  |  |  |  |  |  |  |  |  |  |  |  |  |  |  |  |  |  |  |  |  |  |  |  |  |  |  |  |  |  |  |  |  |  |  |  |  |  |  |  |  |  |

- Biblioteca Nacional de España: XX4992093
- Gemeinsame Normdatei: 122804732
- International Standard Name Identifier: 0000 0001 1495 4495
- Library of Congress Control Number: n79128351
- Nationale bibliotheek van Australië: 36020860
- Nederlandse Thesaurus van Auteursnamen: 073067024
- Système universitaire de documentation: 096661909
- Museum of New Zealand Te Papa Tongarewa: 47491
- Trove: 1189181
- Virtual International Authority File: 94139427
- WorldCat: E39PBJxxkprkcKpFJVCtQ7TT73